# 美術家
美術家（）とは、

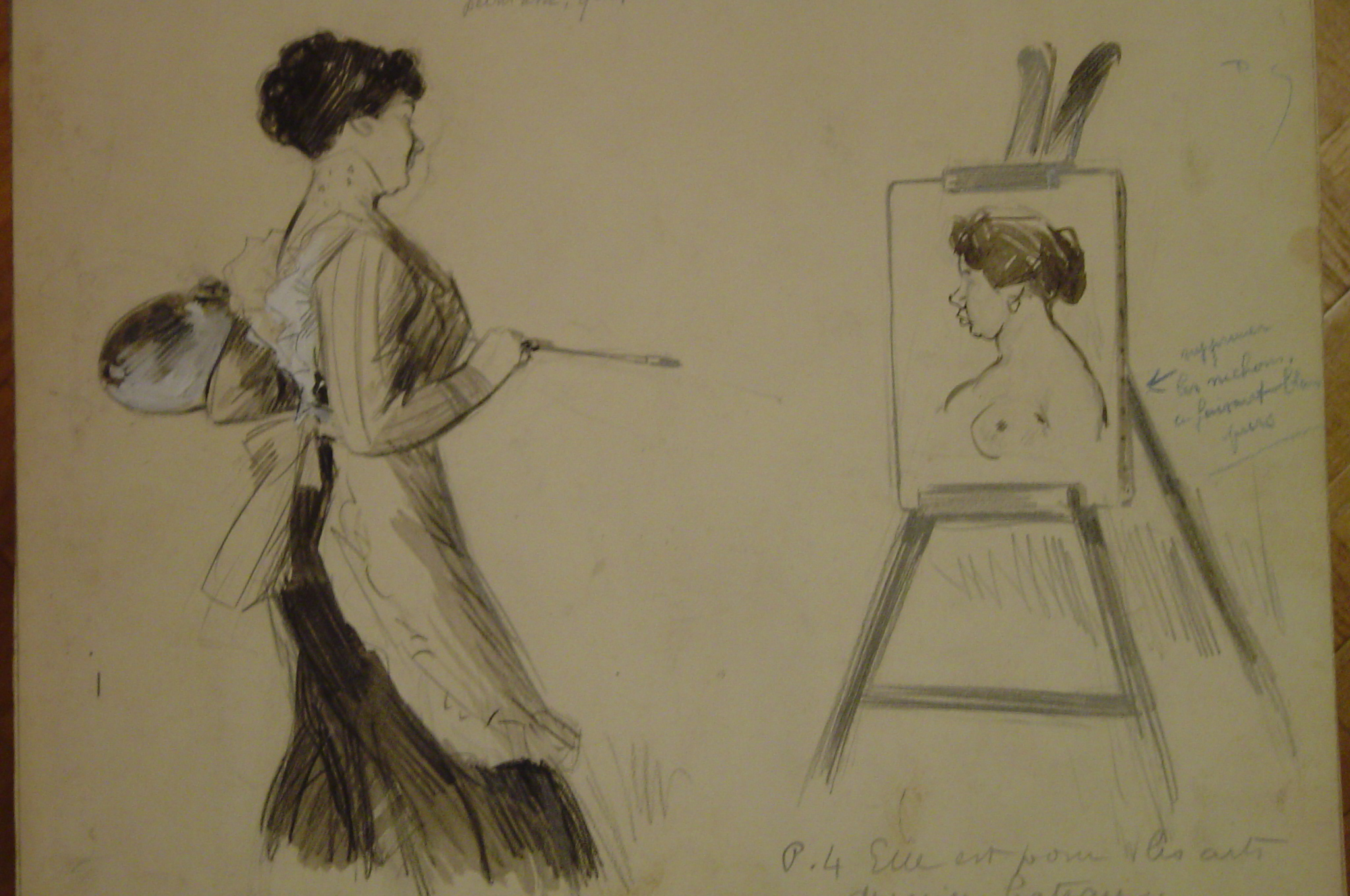
20世紀初めにフランスのイラストレータ、ジャック・ウェリーが描いた女性美術家。

1. 日本標準職業分類では、「彫刻・絵画・美術工芸品などの芸術作品の創作の仕事に従事するもの」と説明される[1]。 
また、同分類では収入を伴う仕事を職業とするため、収入が創作物に対してではなく大学における教育によるものは「大学教員」、予備校における教育によるものは「個人教師」と分類される。
2. [要出典]美術（＝ファインアート主に絵画、彫刻、工芸）の制作者、美術に関わる仕事をする者のうち、自身の表現媒剤が平面、立体、などという専門的ジャンルにとらわれない美的表現を美術的思考のもとに構築し、表現活動を行うプロフェッショナルのこと。アーティストとも。
日本の芸術系大学の美術科はFine art department、美術学士号はBachelor of Fine Art (BFA) と英語表記される。
3. コトバンクによると、美術家の説明として、『日本国語大辞典』（小学館）による定義「美術品の制作・研究にあたる人。また、美術に巧みな人。」が紹介されている。